# Mica, Cluj
Mica este satul de reședință al comunei cu același nume din județul Cluj, Transilvania, România.